# Скользящий затвор
Скользящий затвор, продольно-скользящий затвор, шпингалетный затвор — механизм огнестрельного стрелкового оружия, обеспечивающий открывание и закрывание канала ствола путём прямолинейного поступательного движения затвора вдоль оси ствола.
Механизм со скользящим затвором имеет широкое применение в современном оружии, как автоматическом, так и неавтоматическом, благодаря тому, что затвор в нём легко может быть использован как основная ведущая сила для приведения в действие других механизмов оружия — подачи патронов, удаления стреляных гильз и других, тем самым обеспечивая простоту и рациональность конструкции оружия, создаёт наилучшие условия для перезаряжания и компоновки оружия в целом.
Перед сцеплением со стволом и после него скользящий затвор движется по направлению оси канала ствола, а для самого сцепления и расцепления может использоваться какое-либо иное движение затвора — например, поворот или перекос его целиком или отдельной частью (боевой личинкой).
К недостаткам продольно-скользящего затвора относятся необходимость конструктивно обеспечить большой продольный ход — не менее длины патрона, что ведёт к увеличению совокупной длины ствольной коробки, следовательно — и оружия в целом, увеличению массы и расхода металла. Кроме того, в большинстве случаев требуется применение специального запирающего устройства, так или иначе удерживающего затвор у казённого среза ствола во время выстрела (механизма запирания и отпирания канала ствола).

## История

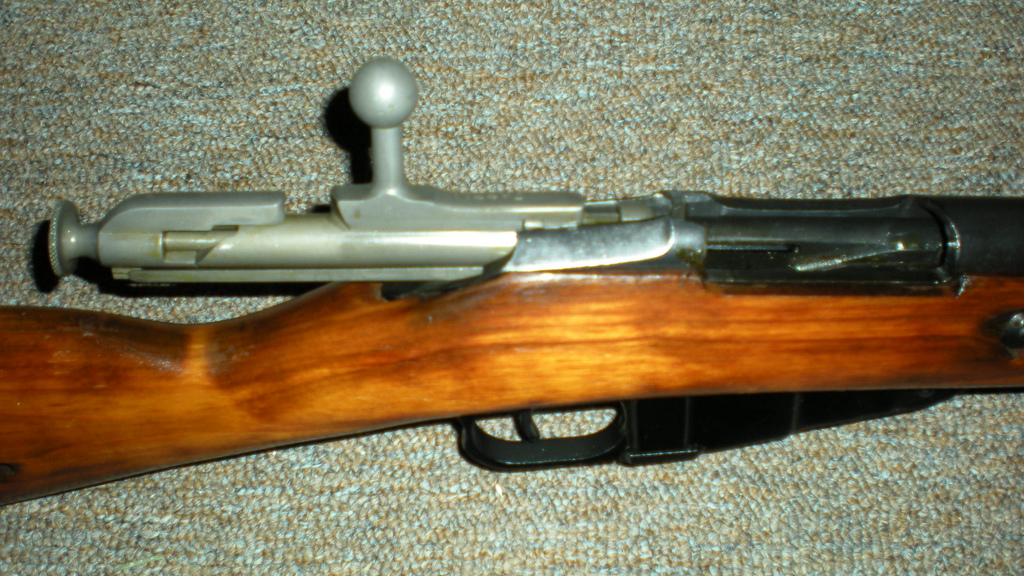
Продольно-скользящий затвор Винтовки Мосина

Действие продольно-скользящего затвора, запираемого поворотом (анимация).

В середине XIX века стали в больших количествах появляться конструкции ружей (винтовок), заряжающихся с казённой части. В них применялись самые разнообразные конструкции затворов — откидные, качающиеся, крановые и другие.

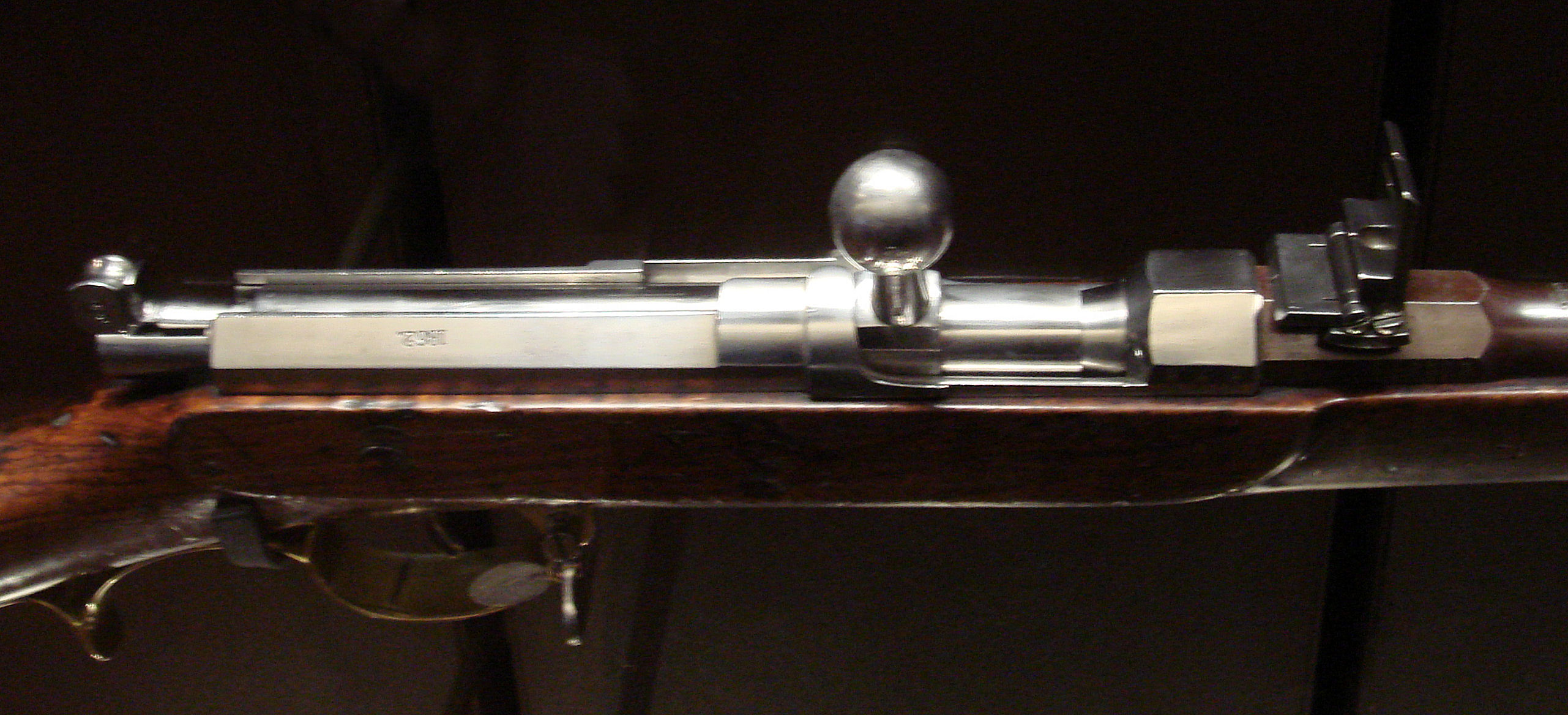
Затвор Дрейзе

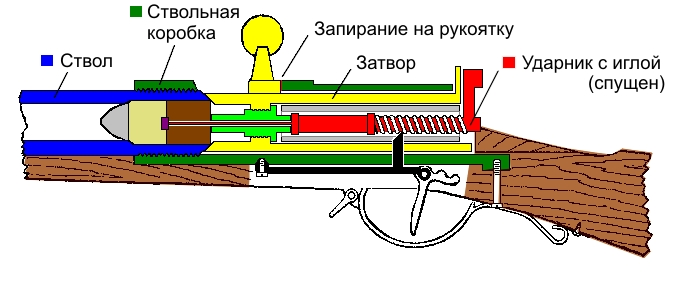
…и схема устройства.

Одной из наиболее удачных и перспективных среди этих ранних конструкций казнозарядного оружия, однако, была винтовка Дрейзе 1841 года, впервые оснащённая продольно-скользящим затвором. Сама по себе она была ещё весьма несовершенна, в частности, использовала бумажный патрон с капсюлем, расположенным в донце пули, из-за чего для производства выстрела его проходилось протыкать длинной иглой, которая часто ломалась. Однако это уже был самый настоящий унитарный патрон, да и продольно-скользящий затвор оказался весьма рациональным элементом, и впоследствии многократно копировался.
Затвор винтовки Дрейзе представлял собой трубку, скользящую вперед и назад в ствольной коробке, составляющей продолжение ствола, и заключающую внутри замочный механизм. Запирание его осуществлялось поворотом по часовой стрелке, в качестве единственного боевого выступа при этом использовалась рукоятка, заходящая для этого за скос массивной ствольной коробки (весьма подобно тому, как осуществляется фиксация в оконном шпингалете). Прорыв газов отчасти устранялся надвиганием конической выемки переднего конца затвора на конический задний обрез ствола, притёртый к ответному внутреннему конусу; плотное прижимание затвора к поверхности конуса достигалось тем, что скос, за который осуществлялось запирание, имел наклонную поверхность.

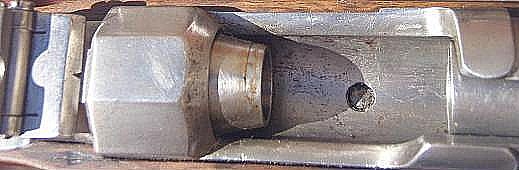
Конус-обтюратор.

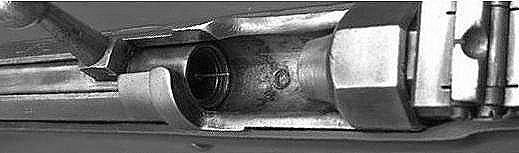
Ответный конус на затворе.

Винтовка Дрейзе имела многочисленные преимущества. Скорострельность её была весьма высока для того времени (до 10-12 выстрелов в минуту) благодаря тому, что все операции по отпиранию и запиранию канала ствола, его открыванию и закрыванию, досыланию патрона в ствол, а также постановка ударника на боевой взвод осуществлялись одним движением по «передёргиванию» затвора. Не было необходимости ни рукой досылать патрон, заталкивая его в ствол, ни отдельно взводить курок, как в системах с откидным, качающимся или крановым затвором. Однако вследствие своих не менее многочисленных недостатков эта винтовка в своё время не получила должного внимания.
Впоследствии было, правда, создано определённое количество систем со скользящими затворами, в той или иной степени подражавших конструкции Дрейзе, в том числе — винтовки Грина с «двухпульной» системой обтюрации, Линдрена, Терри и другие, но практически все они были малоудачными и особого распространения не получили. Система Грина была принята в Сербии для переделки дульнозарядных винтовок Лоренца, но долго на вооружении не продержалась из-за очень низкой надёжности, — было выпущено всего около 12 тысяч штук. В России по системе Терри, улучшенной оружейником Норманом, было переделано несколько десятков тысяч устаревших дульнозарядных винтовок. Всё это были винтовки, заряжаемые не унитарными бумажными патронами, с отдельным капсюлем, надеваемым на бранд-трубку, очень простые по конструкции, — их затворы представляли собой по сути простую цилиндрическую заглушку, вставлявшуюся в ствол с казённого среза и запиравшуюся поворотом, — но и намного менее совершенные, чем система Дрейзе.

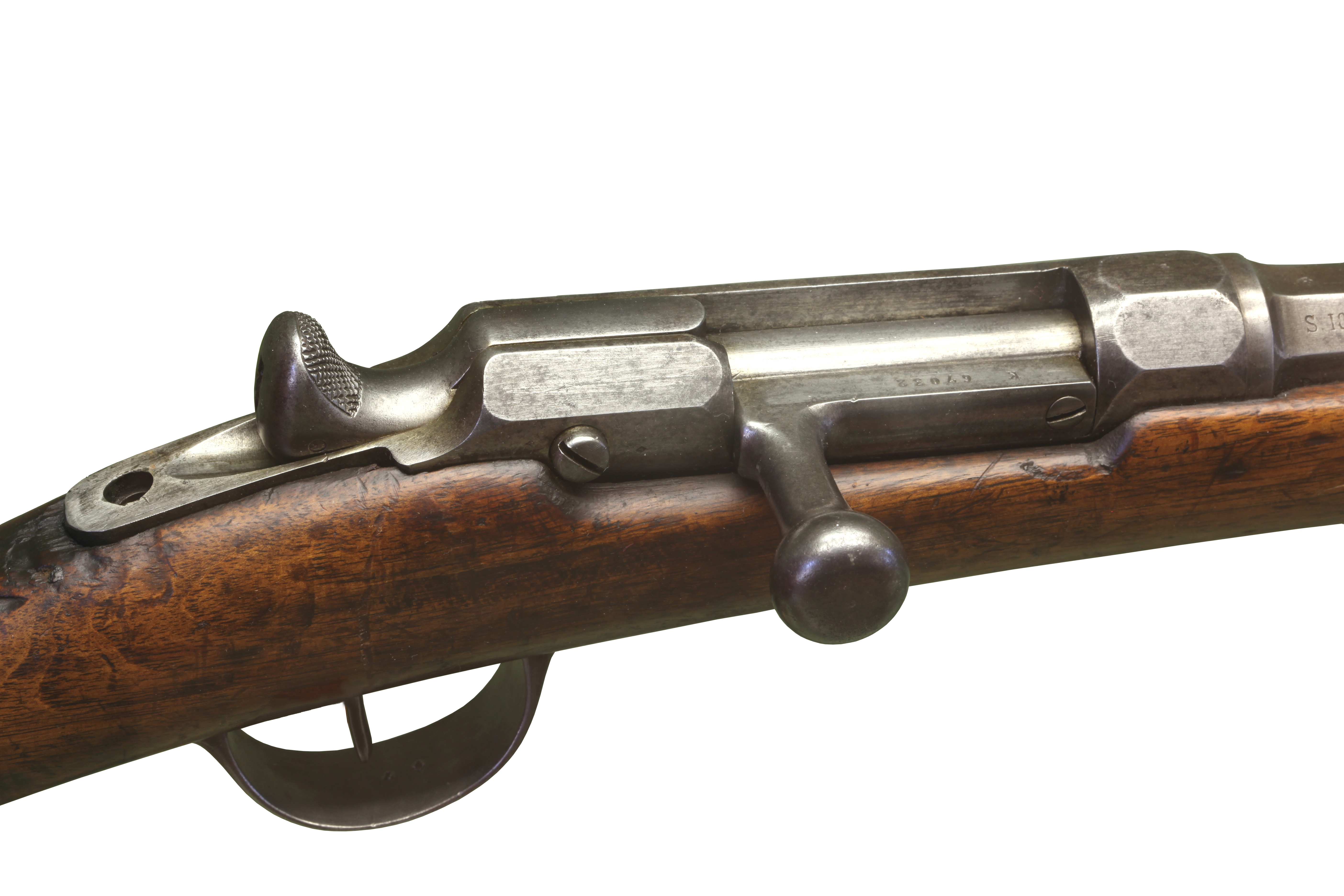
Затвор винтовки Шасспо.

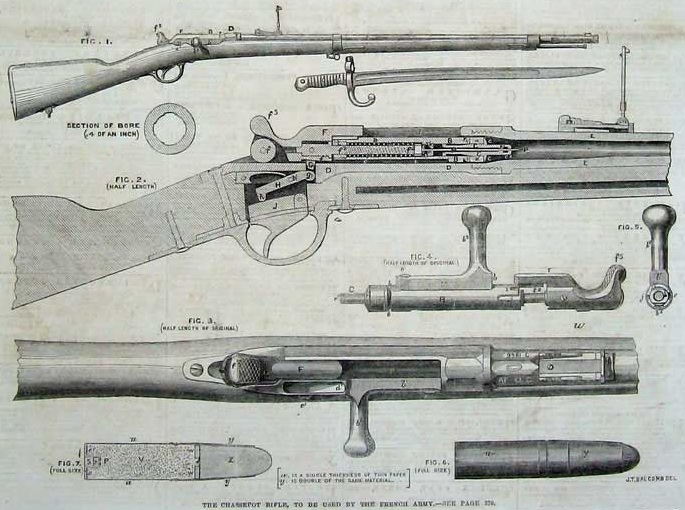
Внутреннее устройство системы Шасспо.

Следующая удачная и массово применявшаяся конструкция военной винтовки с продольно-скользящим затвором появилась лишь через более чем 20 лет после Дрейзе во Франции — игольчатая винтовка Шасспо.
Винтовка Шасспо, принятая во Французской Империи в 1866 году, имела все основные конструктивные черты, которые впоследствии будут характерны для однозарядных и магазинных винтовок с продольно-скользящим затвором. Даже внешне её затвор был весьма похож на современные. Как и винтовка Дрейзе, она имела продольно-скользящий затвор, запираемый поворотом, единственное существенное отличие состояло в том, что, во-первых, она имела более совершенную систему обтюрации с резиновым уплотнительным колечком, раздающимся при выстреле под давлением пороховых газов (впоследствии подобная система, только с асбестовой прокладкой, была реализована во французских артиллерийских орудиях — обтюратор Дебанжа), во-вторых — капсюль в её бумажном патроне был расположен не в донце пули, а у основания гильзы, что позволило укоротить иглу и сделать оружие по-настоящему надёжным. Кроме того, мощный 11-мм патрон сообщал ей очень хорошую для своего времени баллистику.
В 1867 году в Российской Империи приняли отчасти похожую на системы Дрейзе и Шасспо игольчатую винтовку Карле, которая использовалась ещё даже в Русско-Турецкой войне 1877-78 годов. Примерно тогда же, в 1868 году, в Италии была введена игольчатая винтовка Каркано, переделывавшаяся из старых 7-линейных с дула заряжаемых ружей и считающаяся неудачной.
В Америке в то же самое время был создан целый ряд очень скорострельных для своего времени магазинных винтовок с продольно скользящим затвором, движением которого управляла подвижная спусковая скоба (система Генри). В них использовались маломощные патроны револьверного типа с кольцевым воспламенением, поэтому военное применение их было весьма ограниченным, тем не менее они были исключительно популярны и сыграли большую роль в освоении так называемого «Дикого Запада».

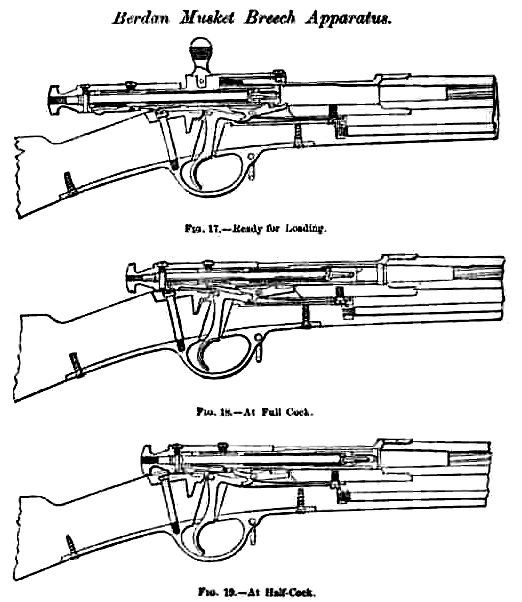
Работа затвора винтовки Бердана № 2.

В 1870 году в Российской Империи была принята винтовка американской системы Бердана № 2, имевшая в целом похожий по конструкции на французский продольно-скользящий затвор, но уже использовавшая более совершенные патроны центрального воспламенения с металлической гильзой, позволившие окончательно решить проблемы с достижением обтюрации и в целом повысить надёжность работы оружия.
При использовании такого патрона весьма удобным оказалось то, что стреляная гильза легко и естественно извлекалась из патронника при помощи установленного спереди на скользящем затворе подпружиненного крючка-выбрасывателя при его ходе назад. В других системах, где затвор не имел большого продольного перемещения, приходилось либо выковыривать гильзу из патронника вручную пальцами, либо применять для её удаления дополнительные устройства, усложнявшие конструкцию оружия и снижавшие его надёжность. Досылание патронов также осуществлялось самим затвором при его движении вперёд, что исключало необходимость вставлять патрон в патронник ствола рукой, достаточно было вбросить его в окно ствольной коробки. Поэтому после перехода на металлическую гильзу продольно-скользящий затвор оказался наиболее удобным и сразу получил широкое распространение.

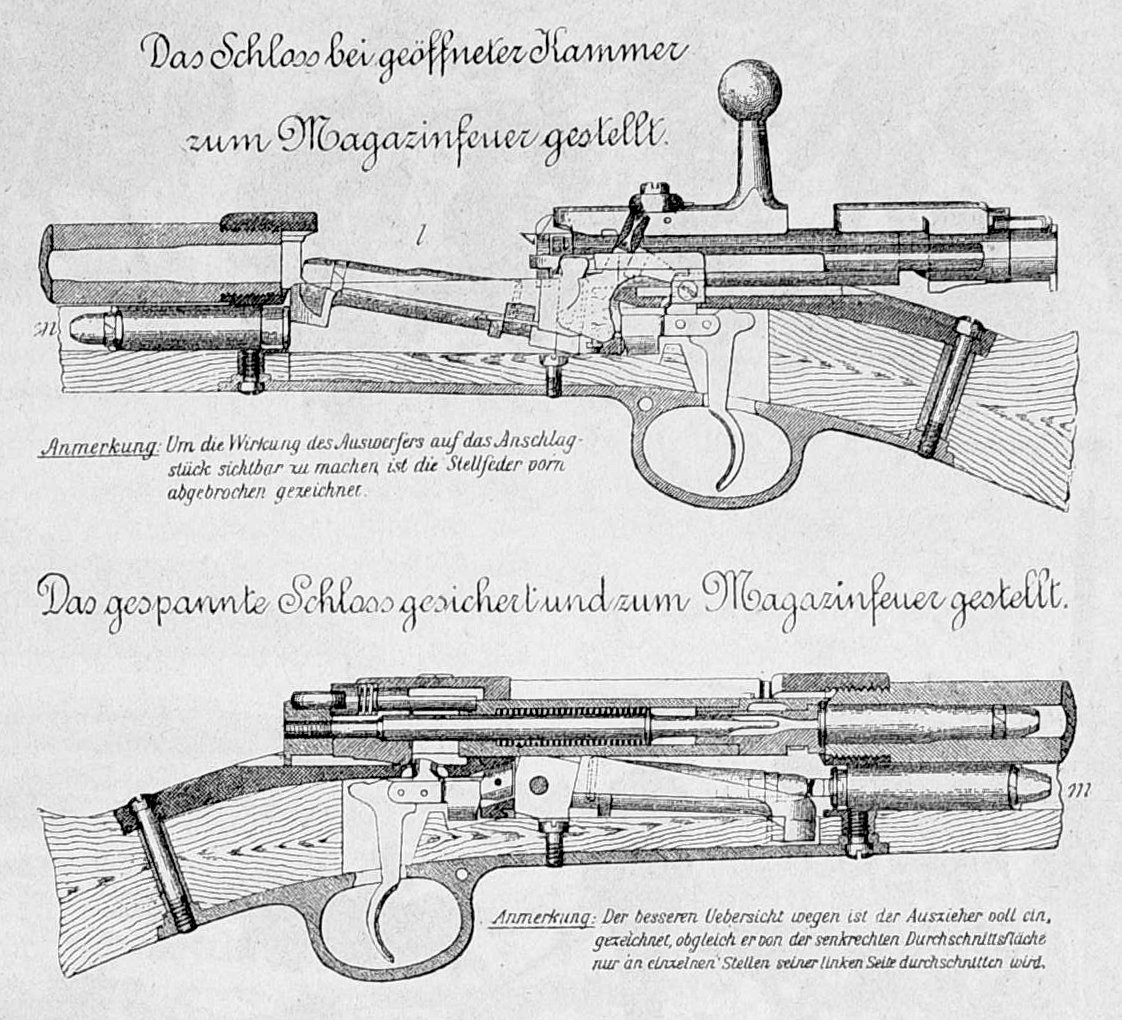
Продольно-скользящий затвор позволял наиболее просто организовать подачу патронов из магазина.

В 1871 году в Германии была принята винтовка Gewehr 1871 конструкции братьев Петера Пауля и Вильгельма Маузеров под патрон с металлической гильзой, также со скользящим затвором. За немцами последовали французы, в 1874 году приняв винтовку Гра, представлявшую собой переделку игольчатой системы Шасспо под патрон с металлической гильзой. Старые винтовки с откидными, качающимися и клиновыми затворами просуществовали ещё до конца XIX века, но новые военные системы после середины 1870-х годов создавались почти исключительно со скользящими затворами.
Когда в последней четверти XIX века была поставлена задача создания военной «повторительной»[неизвестный термин], магазинной винтовки, продольно-скользящий затвор вновь проявил свои положительные качества, так как позволял наиболее удобно осуществить подачу патронов из магазина. Во второй половине 1880-х — начале 1890-х годов магазинные винтовки были приняты практически во всех развитых странах, причём все они за исключительно редким исключением использовали именно продольно-скользящие затворы. Введение более мощных патронов с бездымным порохом потребовало усиления запирающего узла, вследствие чего на винтовочном затворе появилось от двух до четырёх отдельных боевых упоров. При этом рукоятка перезаряжания зачастую уже не играла никакой роли в запирании канала ствола, что позволило вынести её в некоторых системах далеко назад, разместив позади ствольной коробки, этим повысив удобство перезаряжания и ещё более увеличив скорострельность.
Ближе к концу XIX века появилась, пожалуй, наиболее удачная и совершенная система такого оружия — винтовка Маузера 1898 года, имевшая очень прочный затвор, запираемый на три боевых упора, и вынесенную далеко назад длинную рукоятку. Эта система с некоторыми видоизменениями до сих пор широко используется в охотничьем, спортивном и снайперском оружии, став своеобразным стандартом для неавтоматических винтовок. Появляются винтовки с затвором «прямого действия», в которых стрелок был избавлен от необходимости поворачивать затвор вручную для достижения запирания и отпирания канала ствола, так как это осуществлялось специальным механизмом, — для перезарядки было достаточно отвести затвор назад и дослать вперёд (винтовка Маннлихера, винтовка Росса и другие).

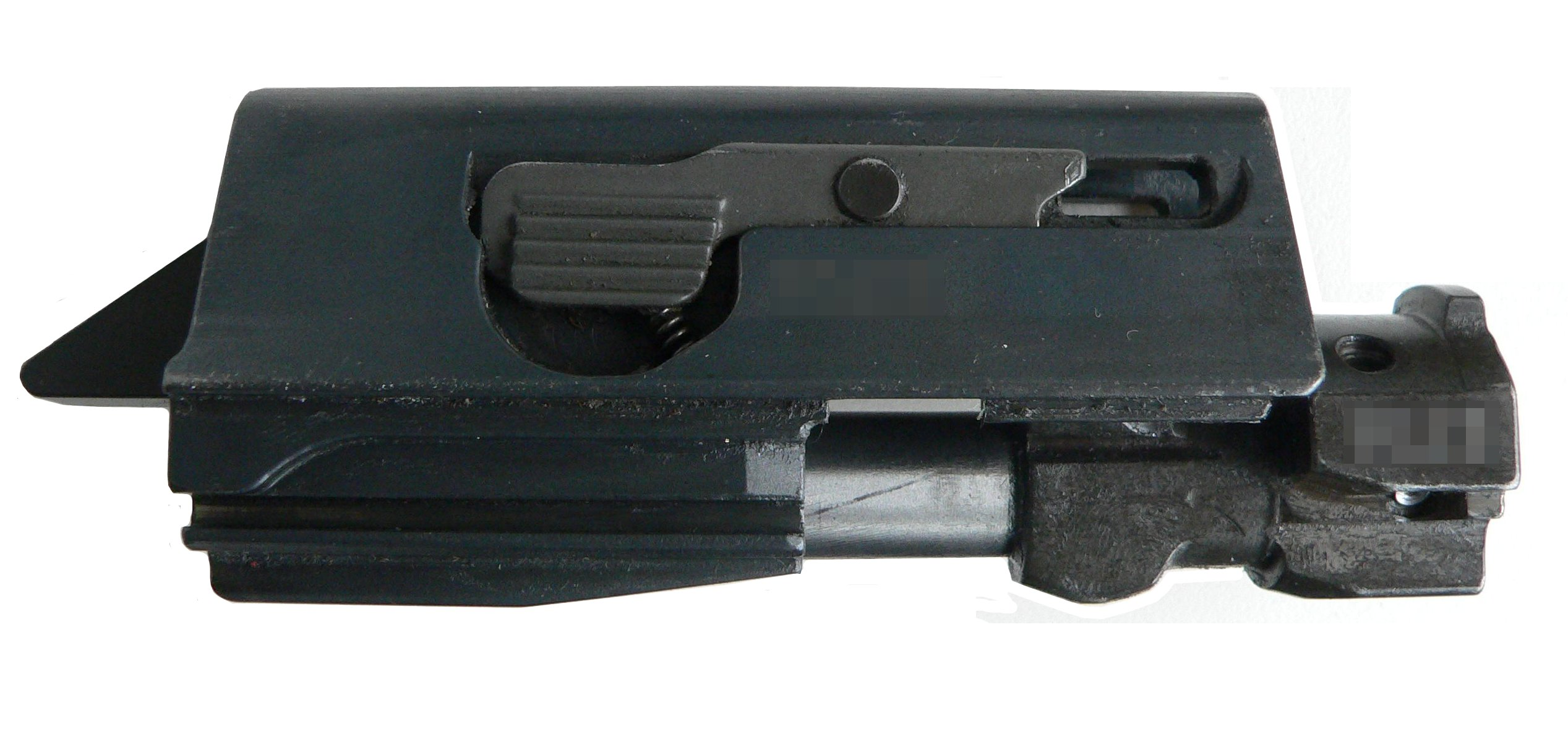
Затворная группа винтовки SIG SG 550 в составе затворной рамы и продольно-скользящего затвора, запираемого перед выстрелом поворотом.

Между тем, прогресс в области стрелкового оружия продолжался. Дальнейшее повышение скорострельности и удобства пользования привело к появлению автоматического оружия, в котором, за очень редким исключением, также стали использовать продольно-скользящие затворы. При использовании в автоматическом оружии, такой затвор (часто выполненный конструктивно в виде двух и более частей, из которых затвором обычно именуют только одну, непосредственно осуществляющую закрывание и запирание канала ствола) осуществляет все операции по отпиранию, открыванию, закрыванию и запиранию канала ствола, досыланию патрона, удалению стреляной гильзы, обеспечивает работу ударного механизма, а кроме того — во многих системах непосредственно обеспечивает работу автоматики перезаряжания, использующую для своего функционирования энергию его отдачи (свободный затвор и полусвободный затвор).